# Казе Понте Маса (Болоња)
Казе Понте Маса (итал. Case Ponte Massa) је насеље у Италији у округу Болоња, региону Емилија-Ромања.
Према процени из 2011. у насељу је живело 19 становника. Насеље се налази на надморској висини од 9 м.